# بهاگو
بهاگو (به انگلیسی: Bhago) یک منطقهٔ مسکونی در پاکستان است که در پنجاب واقع شده‌است. بهاگو ۲۴۰ متر بالاتر از سطح دریا واقع شده‌است.